# Maricá
Maricá este un oraș în unitatea federativă Rio de Janeiro (RJ), Brazilia.

## Organizarea teritorială
Maricá este împărțit administrativ în 50 de bairros (cartiere) și 4 distritos (districte).
| 1º Distrito: Centro  |
| -------------------- |
| Araçatiba            |
| Barra de Maricá      |
| Camburi              |
| Caxito               |
| Centro               |
| Condado de Maricá    |
| Flamengo             |
| Itapeba              |
| Jacaroá              |
| Lagarto              |
| Marquês de Maricá    |
| Mumbuca              |
| Parque Nanci         |
| Pilar                |
| Pindobas             |
| Ponta Grossa         |
| Restinga de Maricá   |
| Retiro               |
| São José do Imbassaí |
| Silvado              |
| Ubatiba              |
| Zacarias             |

| 2º Distrito: Ponta Negra |
| ------------------------ |
| Balneário Bambuí         |
| Bananal                  |
| Caju                     |
| Cordeirinho              |
| Espraiado                |
| Guaratiba                |
| Jaconé                   |
| Jardim Interlagos        |
| Manoel Ribeiro           |
| Pindobal                 |
| Ponta Negra              |
| Vale da Figueira         |

| 3º Distrito: Inoã |
| ----------------- |
| Calaboca          |
| Cassorotiba       |
| Chácaras de Inoã  |
| Inoã              |
| Santa Paula       |
| Spar              |

| 4º Distrito: Itaipuaçu   |
| ------------------------ |
| Barroco                  |
| Cajueiros                |
| Itaocaia Valley          |
| Jardim Atlântico Central |
| Jardim Atlântico Leste   |
| Jardim Atlântico Oeste   |
| Morada das Águias        |
| Praia de Itaipuaçu       |
| Recanto de Itaipuaçu     |
| Rincão Mimoso            |

1. ↑  Jornal Oficial de Maricá: Lei Complementar Nº 207 de 16 de junho de 2010.